# Hypocala gaedei
Hypocala gaedei là một loài bướm đêm trong họ Noctuidae.